# Drilonius striatulus
Drilonius striatulus is een keversoort uit de familie Omethidae. De wetenschappelijke naam van de soort is voor het eerst geldig gepubliceerd in 1874 door Kiesenwetter.